# Epicedium (Band)
Epicedium ist eine deutsche Death-Metal-Band. Die Gruppe aus Frankfurt am Main besteht seit 1996 und hat bisher fünf Alben veröffentlicht. Aktuell ist sie bei den Independent-Labels Rising Nemesis Records (Deutschland) sowie Sevared Records (USA) unter Vertrag.

## Geschichte

### Ursprünge und Vorläufer Cenotaph
Epicedium ging aus der Thrash-Metal-Band Cenotaph hervor. Die Jugendfreunde Bruno Galletta (Bass) und Musa Carom (Schlagzeug) hatten 1993 mit Gitarrist Thomas Köstler sowie Sänger Oliver Erdt die Gruppe gegründet. Schon nach wenigen Monaten veröffentlichte das Quartett ein Demo mit fünf Eigenkompositionen. Das kurzlebige Print-Magazin von Headbangers Ball befand im September 1993: „spielerisch und songwriterisch überzeugen Cenotaph allemal. Hinzu kommt ein druckvoller Sound, der weit über dem üblichen Demo-Standard liegt.“ Insbesondere hervor hob der Autor „das filigrane Schlagzeugspiel von (Musa Carom), der durch seinen ausdrucksstarken Gesang den Song ’Final Day’ zum Highlight dieses Demos werden lässt.“ Oliver Erdt wird „Motörhead-kompatibler Gesang“ attestiert. In der Juli-Ausgabe des Rock Hard 1994 bilanzierte Uwe „Buffo“ Schnädelbach: „ein amtliches Tape (...), da stimmt vom Sound über die recht professionelle Aufmachung der Cassette bis hin zur Musik einfach alles.“ Derweil folgten rasch rund zwei Dutzend Konzerte, unter anderem mit Tankard, größtenteils in der Region, wie etwa im Isenburger Schloss oder der Oetingervilla. Die Cenotaph-Stücke Chaos Will Remain und Insane Justice erschienen auf den Samplern Underground Overdose und Anal Sphincter. 1996 verließ Oliver Erdt die Band.

### Gründung Epicedium und DebütalbumSuffering Thoughts

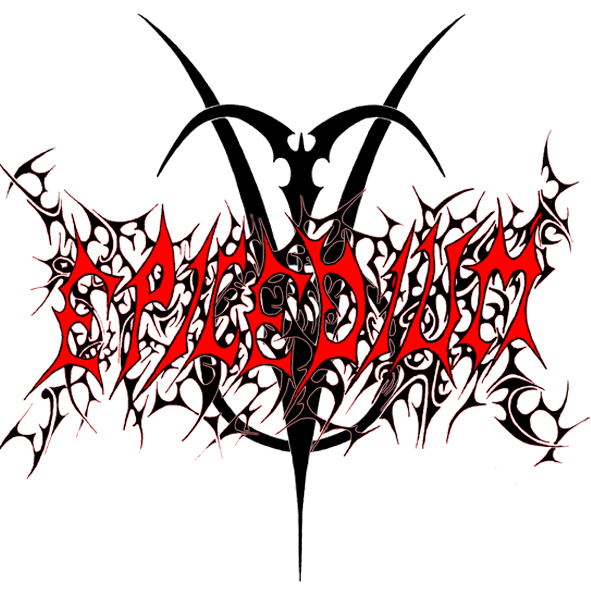
Epicedium-Logo bis 2023. In den Hintergrund ist das Logo der Vorgänger-Band Cenotaph eingearbeitet

In Sascha Henschel fand die Gruppe einen stilistisch komplett anders orientierten Sänger. Sein tief grollender, gutturaler Gesang im Stile eines Chris Barnes trug bei zu einer musikalischen Richtungsänderung hin zum Death Metal, zunächst mit Anleihen aus dem Doom Metal. Mit Frank Lamping gesellte sich zudem ein zweiter Gitarrist hinzu. Die Gruppe manifestierte ihren Umbruch im Namenswechsel zu Epicedium (Trauergesang im antiken Griechenland, siehe Epikedeion). Beibehalten wurde jedoch das von Bruno Galletta entworfene Cenotaph-Logo, das bis heute neben dem Schriftzug T-Shirts und Alben-Artworks schmückt.
Im Juli 1997 erschien das in Eigenregie produzierte und veröffentlichte Debütalbum  Suffering Thoughts. Es zeigt eine deutliche Weiterentwicklung. Trotz der vielen für Death Metal typischen Stakkato-Passagen, mäandert es verspielt zwischen den Stilen und Tempi. Ein Autor namens „Truhe“ beschrieb es in einem namenlosen Fanzine als „eine Mischung aus Melodic Death und Doom Metal“ mit „interessante(m) und technisch gekonnt umgesetztem Material“ und „abwechslungsreiche(n) Songstrukturen. (...) Epicedium steigern langsam die Geschwindigkeit, was die Band gleich interessanter und weniger berechenbar erscheinen lässt“. Im Dezember des Jahres erkannte ENTRY – Magazin für Dark Musik-Kult(ur) und Avantgarde in der Mischung aus Melodie und Brachialität „ein Talent, was nicht jeder Band zu gute schreiben kann“, obgleich es Epicedium stilistisch dem Black Metal zuordnete. „Technische Versiertheit und spielerisches Können“, erkannte das Fanzine Way Up.
Besondere Aufmerksamkeit erregten zudem sphärische Passagen in doomigen Midtempo-Stücken wie dem Opener „Terrorizing Madness“, „Morbid Oppression“ oder dem finalen „The Dying Inside“, in denen von Bruno Galletta gespielte Synthesizer-Arrangements mit schwebenden Melodiebögen des Leadgitarristen Thomas Köstler sich miteinander verweben zu verschleppten Rhythmen. Live trat Epicedium ohne Keyboard auf, und bald auch nur noch mit einem Gitarristen, nachdem Frank Lamping kaum ein Jahr später die Band wieder verließ. Konzerte mit Szenegrößen wie Crack Up und Disbelief oder der Auftritt als Headliner beim „Rock im Schnaakeloch“-Festival in Kelsterbach erschlossen der Band rasch eine zunächst regional begrenzte Fangemeinde.

### Manifestation des eigenen Stils –Conspiracy with the Death
Epicedium begann einen eigenen Sound zu kultivieren. Gitarrist Tom Köstler und Bruno Galletta implementierten in stärkerem Maße Einflüsse wie Suffocation in das Songwriting, zulasten der doomigen Elemente. Schlagzeuger Musa Carom wiederum forcierte stellenweise mit Grindcore-artigen Blastbeats das Tempo. Die neuen Kompositionen gerieten deutlich schneller und schnörkelloser. Sascha Henschel alternierte nun seine Growls mit Pig Squeals, wie sie sonst eher im Black Metal als gängiges Stilmittel verwendet werden.
Im Sommer 1999 veröffentlichten Epicedium ihr in Eigenregie produziertes, zweites Album Conspiracy with the Death. Es klang eher aus einem Guss, als das stilistisch noch suchende Debüt; wie auch das Zusammenspiel untereinander weiter harmonisierte. Die Verspieltheit hingegen verlagerte sich hin zu rhythmisch extravaganten Passagen. „Technisch anspruchsvoller Uptempo-Grind/Death (...) ohne den Touch für den Groove zu vergessen“, fasste Posessed zusammen, und lobte „langweilig wird es hier nie“.
Das Online-Magazin Bloodchamber attestierte, die meisten Songs zeichneten sich „durch durchdachte Tempowechsel aus“ und bilanzierte: „Epicedium schaffen es auf verdammt brutale Weise sich den Weg in das Ohr des Hörers zu ebnen. (...) Vor allem der Sound ist für eine Eigenproduktion überraschend gut.“ Ebenfalls „eine sehr gute Eigenproduktion“, beschied das Magazin Carnage (  ), „die Songs bewegen sich von schnellen Grind Passagen bis zu thrashigen und groovigen Parts, die mit schneller Double Bass gespielt werden und mit einer geilen Stimme a la Chris Barnes verstärkt wird.“ Mit „tiefstem Gegrunze bis zu markerschütterndem Gekreische“, warte das Album laut earshot auf, sowie „einer gelungenen Songstruktur (...) mit recht eingängigen Riffs“. Beschlossen wird das Album mit einer Hommage an Cannibal Corpse in Form einer live eingespielten Coverversion von Hammer Smashed Face.

### Umbruch und Konsolidierung

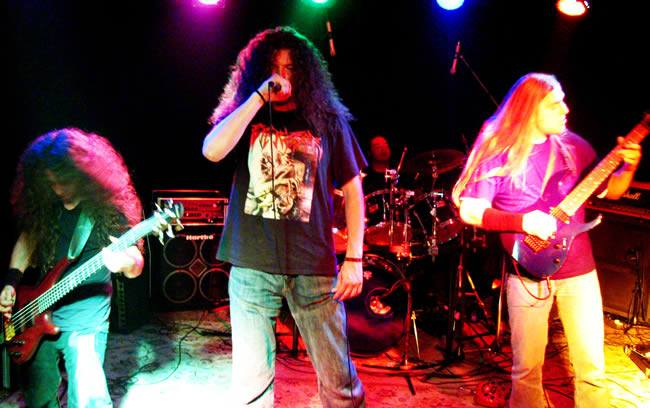
Epicedium live im Haus der Jugend, Mainz, 17. September 2004. Von links: Bruno Galletta, Sascha Henschel, Thomas Köstler.

Das neue Jahrtausend begann für Epicedium wechselhaft. Einerseits vervollkommneten die einzelnen Musiker ihre individuellen Fähigkeiten wie auch die Gruppe als Ganzes ihr gestalterisches Spektrum erweiterte und die technischen Ambitionen der Gruppe unterstrich.
Ferner erweiterten die Hessen mit Beiträgen auf den Samplern Arising Realm Compilation 05 und Cacafonia Part 1 ihren Bekanntheitsgrad nun auch über Deutschland hinaus. Andererseits musste sich die Band nach dem Ausscheiden des langjährigen Schlagzeugers Musa Carom reorganisieren. Im Sommer 2002 komplettierte Steffen Kraatz das Quartett, ein „würdiger Nachfolger“, wie das Onlinemagazin „Ancent Spirit“ in einer Livekritik befand, „trotz aller brachialen Gewaltriffs, den ultratiefen Growls und den heftigen Blast-Attacken haben Epicedium immer noch ein gewisses Maß an Melodie in ihrer Musik.“ Insbesondere mit den genannten Blast Beats beeinflusste Steffen Kraatz das Songwriting für das kommende, nunmehr dritte Epicedium-Album Immense Affliction. Das melodiöse Element hingegen hatte seine Wurzeln in Tom Köstlers wachsendem Faible für das filigrane Spiel eines John Petrucci oder Chuck Schuldiner. Die neuen Songs, die in dieser Zeit entstanden, waren die konsequente Weiterentwicklung und zugleich Verfestigung der stilistischen Linie von Conspiracy with the Death. „Die Songstrukturen können jedoch durchaus als anspruchsvoll gelten, auch wenn man sich fast ausschliesslich im Mid-Tempo-Bereich bewegt“, bilanzierte Deathgrind. „Wirklich beeindruckend auf welch hohem songwriterischen Niveau Epicedium mittlerweile agieren“, stellte wiederum Metalspheres fest. Die individuelle Qualität der Instrumentalisten hob „Legacy“ hervor: „Absoluter Wahnsinn, was Gitarrist Tom und Basser Bruno da auf die Beine stellen. Rasend schnelle Läufe, Arpeggios, Sweeps und Tappings, und alles hochpräzise und genau auf den Punkt gebracht.“ Übereinstimmend lobten die meisten Rezensenten den Klang des Albums, insbesondere, da es sich erneut um eine Eigenproduktion handelte. Laut Posessed sei Epicedium „wohl eine der unterbewertetsten Bands Deutschlands“, und auch andere Autoren wunderten sich, dass die Gruppe noch ohne Plattenvertrag da stand. „Immense afflection“ sollte tatsächlich das letzte Epicedium-Album in Eigenvertrieb bleiben. Die Band steigerte zudem überregional ihren Bekanntheitsgrad durch gemeinsame Konzerte mit Jack Slater, Debauchery sowie den in vielen Rezensionen als Vorbild zitierten Suffocation. Bei zwei Auftritten wurde die Gruppe verstärkt durch die Gitarristin Anastasia Schmidt, ehe diese sich bald darauf neuen Ufern zuwandte und die Band Arven gründete. Indes wirkte Epicedium mit einem Stück auf dem Sampler Joining Forces – Three the Hard Way mit.

### Erster Plattenvertrag
Das wachsende Interesse weiterer Kreise an der Band erregte die Aufmerksamkeit der Plattenfirma „Musicaz Records“. Derweil musste Epicedium einen Ersatz für Schlagzeuger Steffen Kraatz suchen, der die Band nach drei Jahren verließ. Ihm folgte Fabian Fuss, der zuvor für Betrayed trommelte und dies auch parallel weiterhin tat. Zudem stieß Daniel D’Arcy als zweiter Gitarrist hinzu und teilt sich seither die Leadgitarren-Parts mit Thomas Köstler. Daniel D’Arcy ist ebenso wie Thomas Köstler geprägt durch Chuck Schuldiner, aber auch durch Marty Friedman und Nevermore. Dadurch ergab sich einerseits ein weiterer Ausbau der melodischen Elemente in der Musik Epicediums. Andererseits konnte live mehr Druck erzeugt werden, was bei Auftritten mit unter anderem Deranged zutage trat.
Alsbald ging es mit neuen Stücken ins Studio des Frankfurter Soundtüftlers Michael Heiliger, der bereits das Vorgängeralbum gemeinsam mit der Band produziert hatte. Das 2007 erschienene Album Intoxicated Intercourse zeigte Epicedium nun wieder variationsreicher. Das feierliche Intro Intoxicated… geht fließend über in das sich zunächst dramatisch aufbauende Gorelicious, ehe das gewohnte Stakkato einsetzt. Einen besonders bunten Stilmix bietet der Song Cervix Putrefaction, der von grindcore-artigem Blastbeat mit Death-Metal-Elementen sich steigert zu einem hymnenhaften Black-Metal-Part. „Epicedium klingen so frisch und abwechslungsreich wie noch nie“, bilanzierte Posessed, „der brutale Ami Death Metal wird mit Grindattacken und Blasts bespickt und wird technisch einwandfrei umgesetzt.“ Das Portal Metal Inside erkannte „abgefahrene Breaks, gnadenlose Drums und vertrackte Gitarrenarbeit“ und schwärmte vom „hohen spielerischen Niveau, auf dem sich die Hessen bewegen“. Neben neuen Kompositionen befinden sich auf Intoxicated Intercourse auch Neuaufnahmen der Stücke Conspiracy with the Death und Disagreeable Incest, jeweils Opener der beiden vorangegangenen Alben, die nun reifer klangen. „Epicedium sind (...) zu einer festen Größe im deutschen Underground herangewachsen“, befand Metal.de.
Höhepunkte der Live-Aktivitäten waren Auftritte bei den Walpurgis Metal Days in Hauzenberg neben Bands wie Unleashed sowie beim Death Feast im Essener Club Turock mit Dying Fetus. Anfang 2008 schließlich war ein Konzert mit Behemoth und Suicide Silence im Frankfurter Club Nachtleben der letzte gemeinsame Auftritt mit Fabian Fuss, der kurz danach schwer erkrankte und die Band verlassen musste. Neuer Mann auf dem Schlagzeughocker wurde Robert Marouschek, der zuvor unter anderem bei der Death-Metal-Gruppe Samax mitspielte. Später wirkte er zudem mit bei der regional bekannten Formation Bösedeath, allerdings als Gitarrist. Bald darauf folgte der nächste – und bis heute letzte – Besetzungswechsel: Der langjährige Frontmann Sascha Henschel verließ die Band. Sein Nachfolger Thomas Karl hatte zuvor bereits lange Zeit mit Robert Marouschek bei Samax musiziert.

### 2009 bis heute

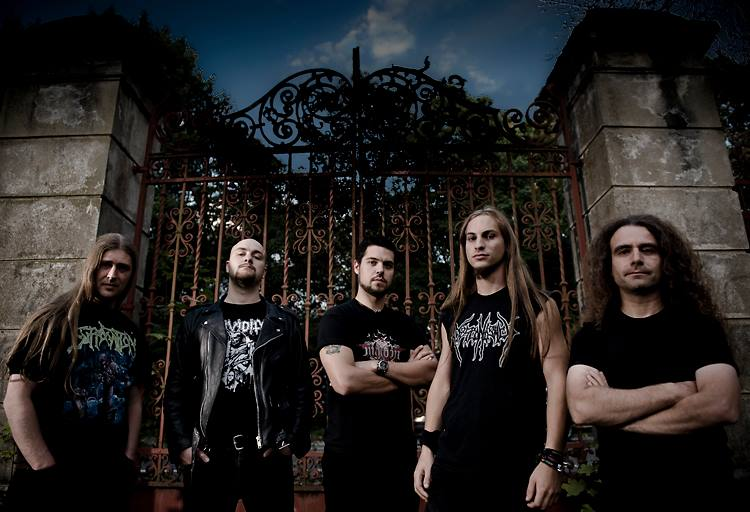
Epicedium-Besetzung seit 2009, v. l. n .r.: Thomas Köstler, Thomas Karl, Daniel D’Arcy, Robert Marouschek und Bruno Galletta

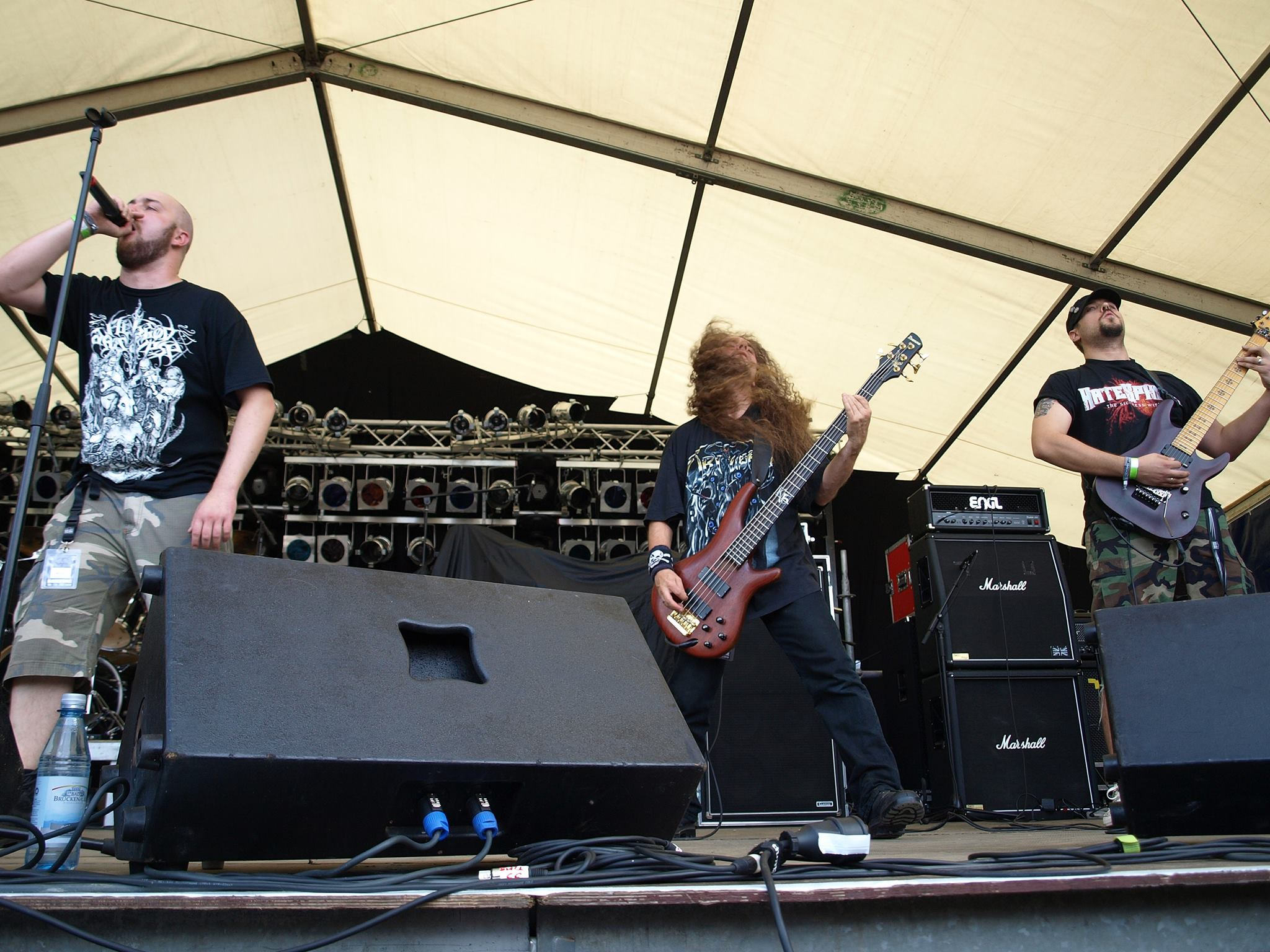
Epicedium beim Eisenwahn-Festival 2010

Die neuen Musiker setzten neue Akzente durch zusätzliche Einflüsse wie Nile und Vader (Marouschek) oder Aborted und Cattle Decapitation (Karl). Auch die beiden verbliebenen Gründungsmitglieder Thomas Köstler und Bruno Galletta experimentierten mit den unterschiedlichsten Stilen. Thomas Köstler spielt parallel Bass bei Conjuring sowie Schottischen Dudelsack in der Gruppe Fat Lazy Dogs. Bruno Galletta wiederum wirkte über all die Jahre genreübergreifend als Musiker und Produzent an weiteren Projekten mit. Neue Inspiration gewann er durch zeitgenössische Death-Metal-Vertreter wie Fleshgod Apocalypse, Obscura, und Beyond Creation.
Epicedium definierte seinen Stil neu aufgefrischt und zugleich gereift. Thomas Karl am Mikrofon ermöglichte abwechslungsreicher klingende Kompositionen. Die in diesem Transformationsprozess entstandenen Lieder testete die Gruppe zunächst bei Konzerten mit Macabre, Japanische Kampfhörspiele, Devourment und Cannabis Corpse. Vor ihrem bis dato größten Publikum trat Epicedium beim Eisenwahnfestival auf, vor Grave, Illdisposed und Headliner Destruction.
Die neuen Songs handelten von psychopathischen Serienmördern wie Gary Ridgway („Green River Killer“), Albert Fish („Sadomasochistic Perversity“) oder etwa Amokläufer Walter Seifert („Volkoven In Fire“). In diesem thematischen Rahmen entstand das Konzeptalbum Anthropogenic (dt.: „menschengemacht“), das abwechslungsreichste Werk der bisherigen Bandgeschichte, in dem sie die Grenzen des Death Metals ausloten mit einer Mischung aus genretypischer Brachialität mit melodischen und insbesondere sphärischen Elementen, beispielsweise in Fade-outs und Übergängen einiger Stücke, die wiederum ergänzt werden mit Einspielern aus Horrorfilmen oder Originaltonaufnahmen der in den Songs beschriebenen Tätern sowie Dokumentarfilmen über diese. Produziert wurde es wie der Vorgänger von Michael Heiliger in dessen Presskopp-Studio. Veröffentlicht wurde der fünfte Silberling Anfang 2012 bei Rising Nemesis Records in Deutschland sowie für die USA über Sevared Records, die seinerzeit auch eine Band unter Vertrag hatte mit demselben Namen wie Epicediums Vorläufer: Die Ankaraer Gruppe Cenotaph. Für das Stück Chainsaw Ripper, ein Lied über Joel Rifkin, drehte Epicedium erstmals ein Musikvideo.
Das Magazin Rock Hard vergab acht von zehn möglichen Punkten. Andreas Stappert schrieb von „Old-School-Todesblei mit technischer Note“, die Songs seien „auf durchgängig hohem Niveau“ und „zerschmettern den Hörer mit enormer Wucht, nur um im nächsten Moment mit einer völlig unerwarteten melodischen Einlage zu überraschen.“ Das Lady Metal Webzine attestierte „ein technisch sehr ausgereiftes und raffiniertes Album“. Powermetal.de bemerkte, das Besondere an Epicedium seien „die ausgezeichneten Kompositionen, in denen zum Teil sogar melodische Passagen wunderbar mit rabiaten Gebolze verbunden werden“.
Das Portal Hotel 666 befand: „Besonders erwähnenswert ist das veritable Gespür für gutes Songwriting, mit dem Epicedium Riffs zaubern, die nicht nur zum reinen Selbstzweck die Songs stumpf nach vorne treiben, sondern richtige Klasse haben und aufhorchen lassen.“ Der Grund für den hohen Wiedererkennungswert seien „hochmelodische Leads, markante Soli und des Genres Tellerrand überblickende Instrumentalpassagen, die zusammen mit den geschickt gesetzten und sehr tight vorgetragenen Tempovariationen jeden Song für sich allein bestehen lassen“.
Die stilistische Vielfalt in den neueren Stücken Epicediums spiegelt sich auch in den neusten Kompositionen des Quintetts. Gegen Ende des Jahres 2016 wollte die Gruppe erneut die Presskopp-Studios entern, um ihr dann sechstes Album einzuspielen, doch aus gesundheitlichen Gründen folgte eine erneute, lange Schaffenspause. Am 8. April 2022 gab die Band auf ihrer Facebookseite den Tod ihres Sängers Thomas „Thommy“ Karl bekannt. Ein Vierteljahr später stellte die Gruppe auf selbigem Portal ihren neuen Sänger Moustafa Troll vor. Im Mai 2023 präsentierte die Gruppe erstmals auf Facebook ihr neues Band-Logo. Im September desselben Jahres verkündete die Band die Trennung von Robert Marouschek und stellte ihren neuen Schlagzeuger namens Gilbert vor. Der erste gemeinsame Gig erfolgte wenige Wochen später beim Festival Path of Death X in Mainz zusammen mit u. a. Torture Killer, Sulphur Aeon, Purgatory und Keitzer.

## Diskografie
Alben
- 1997: Suffering Thoughts
- 1999: Conspiracy with the Death
- 2004: Immense Affliction
- 2007: Intoxicated Intercourse (Musicaz Records)
- 2012: Anthropogenic (Rising Nemesis Records, Sevared Records)